# Sommersberg (Wachtberg)

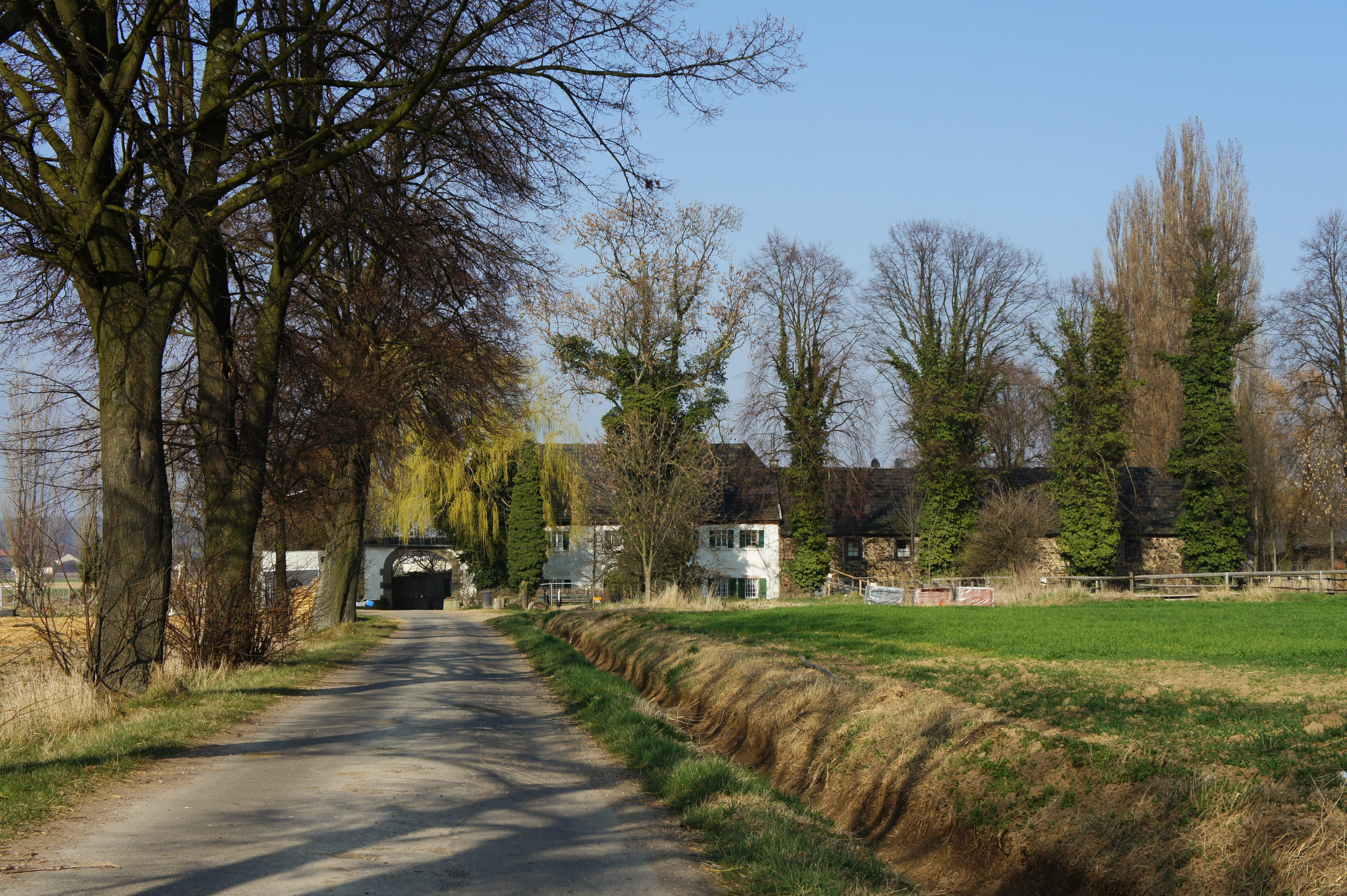
Sommersberger Hof

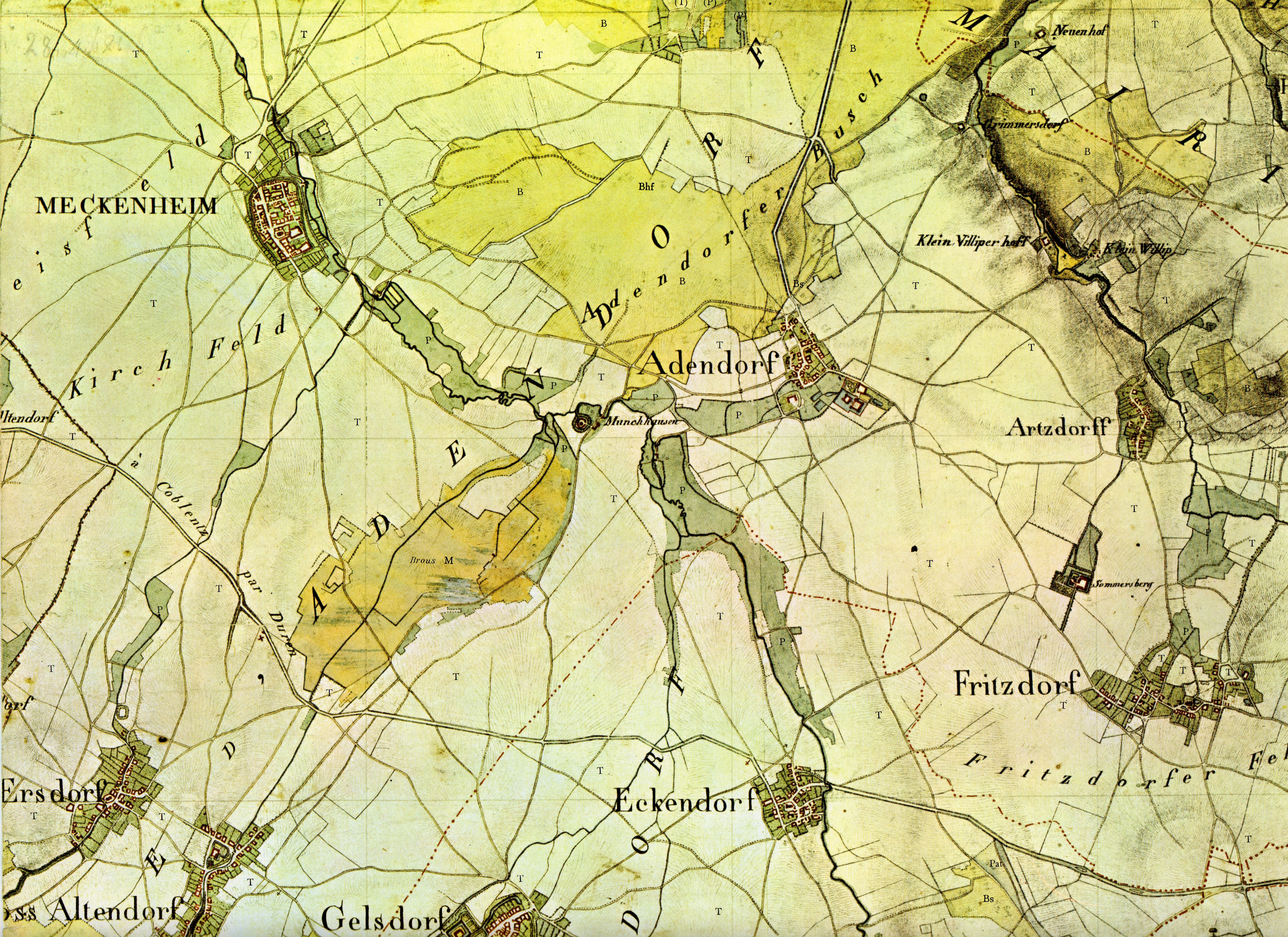
Sommersberg auf einer Tranchot-Karte aus dem Jahr 1808 (zwischen Artzdorff und Fritzdorf)

Sommersberg ist ein Wohnplatz in der Gemeinde Wachtberg im Rhein-Sieg-Kreis in Nordrhein-Westfalen. Er liegt zwischen Arzdorf und Fritzdorf in einer Reihe weiterer teilweise ehemaliger Hof- und Wehranlagen zwischen Villip und Fritzdorf.
Soweit bekannt wurde der Sommersberger Hof erstmals 1434 erwähnt. Die Metternich zu Sommersberg hatten im 15. Jahrhundert hier ein Rittergut. 1690 wurde der Hof zerstört. Reste der Anlage sind noch erhalten. Im 18. und 19. Jahrhundert wurden die neuen Gebäude teilweise auf den alten Grundmauern errichtet.
Der Sommersberger Hof ist sowohl ein geschütztes Boden- als auch Baudenkmal. Er liegt an der Wasserburgen-Route, einem Radwanderweg.
Sommersberg ist auf einer Tranchot-Karte aus dem Jahr 1808 eingezeichnet. Der Ort war Fritzdorf zugeordnet, das seit 1798 zur Mairie Adendorf und deren nachfolgenden Verwaltungseinheiten gehörte.

## Personen
- Peter Cremerius (1893–1959), Landrat und zuletzt Ministerialrat im Bundesministerium des Innern